# الکساندر باتلر
الکساندر باتلر (انگلیسی: Alexander Butler؛ ‏ ۱۸۶۹ – ۱۹۵۹) هنرپیشه، و کارگردان فیلم اهل بریتانیا بود. او در طول ده‌های ۱۹۱۰ و ۱۹۲۰ میلادی بیش از شصت فیلم سینمایی و فیلم کوتاه ساخته‌است. از جمله این آثار می‌توان به جوجه اردک زشت، او، و دره وحشت اشاره کرد.